# Mo Johnston
Maurice Thomas Giblin Johnston, mais conhecido como Mo Johnston (ou ainda MoJo), (30 de abril de 1963, Glasgow, Escócia) é um ex-futebolista e atualmente técnico escocês. Celebrizou-se como protagonista de uma das transferências de maior repercussão no futebol, ao ser contratado pelo Rangers em 1989, sendo usualmente visto como o primeiro católico neste clube, embora tal visão seja inveridicamente simplista, assim como outras no sentido de que ele seria o primeiro católico em mais de cem anos ou desde a Primeira Guerra Mundial. O clube já havia ao longo do século XX usado católicos que escondessem sua fé e mesmo contratado um católico assumido dois anos antes de Johnston - cuja contratação tornou-se mais bombástica em especial por ter defendido anteriormente o arquirrival Celtic, fazendo sucesso, declarando-se torcedor desse time e provocando os Gers e também por ter um retorno em 1989 ao clube alviverde apalavrado antes de surpreender a todos, e posteriormente por ter desempenhado-se bem também no novo clube.
Raro jogador a defender os dois lados da Old Firm, rivalidade vista como entre as maiores do mundo em especial pelo condimento de sectarismo religioso tradicionalmente arraigado, Johnston, desprezado pelas alas radicais das duas torcidas (com a do Celtic parodiando-lhe o apelido de MoJo para MoJudas  e sua "traição" foi elencada cerca de vinte anos depois entre as dez maiores do futebol pelo jornal Marca ), também esteve na Copa do Mundo FIFA de 1990 pela Seleção Escocesa de Futebol - onde esteve perto de marcar um gol sobre o Brasil, nos acréscimos do segundo tempo, em chance perdida creditada aos méritos do goleiro Taffarel.

## Carreira

### Inícios
Filho de um protestante torcedor do Rangers com uma católica, Johnston era visto como pouco religioso. Começou sua carreira no time do Partick Thistle, outro clube de Glasgow. Seus gols por um time considerado pequeno na própria cidade chamaram a atenção do futebol inglês e Johnston foi contratado pelo Watford, equipe de grande sensação na época, então vice-campeã inglesa sob a midiática presidência de Elton John. Johnston fora requisitado para suprir a ausência do ídolo Luther Blissett, vendido ao Milan. Destacou-se em campanha de novo vice-campeonato, o da Copa da Inglaterra em 1984, campanha onde chegou a marcar inclusive o gol da vitória em movimentado clássico vencido por 4-3 contra o Luton Town. O desempenho satisfatório rendeu-lhe um retorno a Glasgow, mas para defender o poderoso Celtic, declarado como o clube pelo qual torcia.

### Nos rivais Celtic e Rangers
Sua chegada ao Celtic por 400 mil libras esterlinas representou a mais cara contratação do futebol escocês na época, ainda que Johnston tenha aceitado redução salarial para viabiliza-la. Não tardou a agradar a torcida, sendo apelidado de Super Mo. Venceu na primeira temporada a Copa da Escócia e na segunda participou ativamente do fim de um jejum de três anos no campeonato escocês. Acumulando cinquenta gols nas três temporadas em que permaneceu no clube, Johnston conseguia empregar boas exibições mesmo sem esconder uma agitada vida boêmia - justamente o fator que privara de um lugar na Seleção Escocesa de Futebol convocada à Copa do Mundo FIFA de 1986. A temporada pós-Mundial foi justamente a única em que não terminou campeão pelo Celtic; nela, chegou a protagonizar o clássico com o Rangers em derrota por 2-1 na final da Copa da Liga Escocesa, em Old Firm na qual seu gesto de fazer o sinal da cruz após ser expulso foi visto como provocação, especialmente por conta de o jogador ser publicamente reconhecido já na época como um católico não-praticante. A polêmica gerada e a insatisfação com interferência da imprensa na vida pessoal teriam motivado sua transferência ao futebol francês, acertando com o Nantes.
Em paralelo à saída de Johnston, o próprio Rangers promovia em 1987 no time principal o primeiro jogador abertamente católico desde a década de 1920: o atacante John Spencer, que, contudo, não conseguiu firmar-se, realizando somente treze partidas ao longo de cinco anos, período onde foi sucessivamente emprestado. Havia desde o pós-Primeira Guerra Mundial uma regra não-escrita de evitar católicos e mesmo protestantes casados com católicas, o que não impedia ingresso de judeus (o israelense Avi Cohen, também de 1987), muçulmanos (o egípcio Mohamed Latif, ainda em 1934) e católicos que escondessem a própria fé. A falta de êxito de Spencer e sua presença no Rangers desde os doze anos de idade, a partir de 1982, atenuaram na época a novidade que representava.
Johnston permaneceu por duas temporadas no Nantes. Embora seguisse criticado pelo comportamento excessivamente festivo extracampo, agradou com 22 gols e ao fim do contrato foi sondado em 1989 por Montpellier, Stuttgart, Torino, Manchester United e Tottenham Hotspur. O atacante, porém, preferiu regressar à Escócia para melhor ser visto localmente, ansioso por uma convocação à Copa do Mundo FIFA de 1990. Ele reapareceu no Celtic no mês de maio, apalavrando um retorno no valor de 1,2 milhões de libras, que representaria um novo recorde nacional. O clube pagou um terço do valor como sinal, mas Johnston assinou somente uma carta de intenções, sem formalizar o contrato - o que não o impedira de ser anunciado e vestir novamente a camisa alviverde em apresentações à torcida. Em autobiografia publicada um ano antes, fizera juras de amor ao clube e diversas críticas ao rival Rangers.
A falta de um contrato formal e de uma negociação direta com o empresário do jogador foram as brechas que permitiram que a negociação fosse atravessada pelo Rangers (clube pelo qual o empresário torcia), cujo treinador Graeme Souness, protestante casado com católica, observou uma oportunidade de enfraquecer moralmente o rival ao mesmo tempo em que fortaleceria o próprio elenco. A negociação foi aprovada também pelo presidente do Rangers, que visava afastar riscos de sanções da FIFA, que começava a anunciar políticas contra práticas segregacionistas. Irritada, a diretoria do Celtic optou por não complementar o pagamento ao Nantes e retirar-se das negociações, embora não tomasse medidas para coibir a inscrição do jogador - rendendo críticas internas do técnico Billy McNeill, figura lendária como capitão do elenco vencedor da Liga dos Campeões de 1966-67. Isso permitiu que o atacante consumasse o acerto com o rival, anunciado em julho pelo valor de 1,5 milhões de libras.
A transferência revoltou fãs de ambos os clubes: no Rangers, dezenas solicitaram ao telefone o reembolso do dinheiro gasto em carnês de ingressos para a temporada que começaria, outros queimaram cachecóis na porta do clube e houve repúdio público do presidente da associação de torcedores, em uma série protestos e boicotes entre a torcida que também se estenderam à Irlanda do Norte. Dentro do próprio clube, houve resistência de outros jogadores e greve do próprio roupeiro em relação a Johnston. A reação dos partidários do Celtic foi ainda mais revoltosa, convertendo Super Mo em MoJudas, fazendo o jogador contratar segurança particular e instalar-se em Londres e depois em Edimburgo, comparecendo no Rangers a partir de voos diários fretados pelo novo clube - cuja torcida foi gradualmente tolerando-lhe a cada boa apresentação de Johnston. Após um começo nervoso visto em um clássico realizado já em agosto, o atacante protagonizou outro em novembro, marcando aos 43 minutos do segundo tempo o único gol e comemorando-o efusivamente, o que reforçou os temores quanto à sua segurança, embora servisse para cativar mais simpatizantes na nova torcida. O temido boicote nas arquibancadas mostrou-se mínimo, Johnston também marcou em vitória de 3-0 em outra Old Firm na temporada e, formando grande dupla com Ally McCoist, terminou como artilheiro do elenco campeão escocês da temporada 1989-90, garantindo-se na Copa do Mundo.
Na temporada subsequente, Johnston manteve bom nível e frequência de gols contra o rival, vencendo-o tanto no Ibrox como no Parkhead. O Rangers foi novamente campeão escocês e também venceu a Copa da Liga diante do Celtic, mas o atacante preferiu sossegar-se, aceitando proposta do Everton.

### Final da carreira
O Everton era o segundo maior vencedor do campeonato inglês àquela altura, mas iniciava declínio, e Johnston tampouco sobressaiu-se como Toffee. Rodou por outros clubes menores na Escócia, Hearts e Falkirk, até rumar ao futebol dos Estados Unidos. Ficou por cinco anos no Kansas City Wizards (atual Sporting Kansas City), conseguindo relativo sucesso e o título da MLS Cup e a MLS Supporters' Shield, ambos em 2000. Encerrou a carreira de jogador no ano seguinte.

## Técnico e dirigente
Começa a carreira de técnico, em 2003, primeiro como auxiliar do técnico estadunidense Bob Bradley no MetroStars e assume o time após a demissão de Bradley em 2005 e fica nele até 2006.
Nesse mesmo ano é contratado como técnico da recém-fundada equipe canadense de futebol Toronto FC e faz sua estreia oficial, juntamente com seu time, na MLS, em 7 de abril de 2007. Em 2008, deixou de ser técnico para ser gerente e diretor de futebol do time. Em 2010, foi exonerado do cargo pela diretoria do Toronto devido aos maus resultados da equipe na temporada.

### Reconhecimento
Em 15 de novembro de 2009, Johnston foi incluso no hall da fama do futebol escocês, quatro anos após ainda sentir o peso do rancor gerado pela polêmica transferência - em 2005, ele precisou ausentar-se de um amistoso beneficente promovido por entidades ligadas aos dois clubes para o qual fora anunciado, receoso de prejudica-lo após anúncios de boicote especialmente entre torcedores do Celtic. Vem declarando-se neutro a cada Old Firm.

## Títulos
Jogador
 Celtic
- Campeonato Escocês: 1986
- Copa da Escócia: 1985

 Rangers
- Campeonato Escocês: 1990, 1991

 Kansas City Wizards
- MLS Cup: 2000
- MLS Supporters' Shield: 2000

## Campanhas de destaque
Watford
- Copa da Inglaterra: 2º lugar (1983-1984)